# الشرفة (الحسينات)
الشرفة هو دُوَّار يقع بجماعة لحسينات، إقليم الصويرة، جهة مراكش آسفي في المملكة المغربية. ينتمي الدوّار لمشيخة الحسينات التي تضم 8 دواوير. يقدر عدد سكانه بـ 366 نسمة حسب الإحصاء الرسمي للسكان والسكنى لسنة 2004.

## روابط خارجية
- البوابة الوطنية للجماعات الترابية
- المندوبية السامية للتخطيط